# A List Apart
A List Apart — веб-сайт, исследующий дизайн, разработку и смысл всего веб-контента с акцентом на существующие веб-стандарты.

## История
Интернет-журнал A List Apart начал свою работу в 1997 как список рассылок для веб-дизайнеров, которые были опубликованы и курировались Джеффри Зельдманом и Брайаном Платзом.
Немного из заметок одного из основателей, Джеффри Зельдмана:
« В 1997 году мы с Брайоном Платзом начали список рассылок, в связи с тем, что мы нашли списки с рассылками веб-дизайна. На тот момент они были слишком спорными, карьеристскими и слишком рассеянными. Было слишком много шума и слишком мало сигнала. И мы пришли к решению, что надо создать что-то, что нам больше нравится и, может быть, понравится и другим людям. За несколько месяцев к нашему списку присоединились 16000 веб-дизайнеров, разработчиком и контент-специалистов.
Редактирование A List Apart было ключом к успеху. Многие члены команды ежедневно представляли темы и комментарии. Мы убирали весь „мусор“, публиковали золото, отбирая фрагменты для их тематической значимости друг для друга. Через редакционное совершенствование, мы быстро стали образованным и проницательным объединением».
В 1998 году Зельдман перевёл сообщество контент A List Apart из списка рассылок в веб-журнал:
«Дэвид Сигел, в настоящее время не существующего High Five, выступает в роли графического дизайнера. Webmonkey Wired преподавал JavaScript и другие технологии. Оба журнала были отличные, обе предметные области были важны. Но для меня они были частью большого целого, включающего в себя письмо, структуру, сообщество и другие части, которые никто раньше не собирал вместе. Тогда также, ни один журнал веб-дизайна того времени, казалось, не мог понять значение и понятия веб-стандартов, как и меня и мои взгляды на сделанные стандарты веб-проектов» (пер.)
Веб-сайт имеет три основные визуальные конструкции. Первый крупный ре-дизайн Джейсона Санта-Мария в 2005 году показал более мягкую цветовую гамму, а также шаблоны на основе CSS эрика Майера и представил пользовательские иллюстрации Кевина Корнелла. Самое последнее обновление сайта, запущенное в январе 2013 года, имеет чёрно-белую схему дизауна Майка Пика. Он по прежнему занимает видное место в иллюстрациях Кевина Корнелла, но занимает первое место в подходе к дизайну, уменьшая присутствие почти всех элементов бренда и дизайна в пользу контента статьи.

## Обзор веб-дизайна
В течение 2007—2011 годов ежегодно проводилось обследование сообщества по веб-дизайну и разработке и представлялись его выводы в ряде докладов. Охватываемые темы включают зарплату, название, образование и его влияние на зарплату, удовлетворённость работой и название, дискриминация на рабочем месте по признаку пола, возраста и этнической принадлежности и многое другое. Ежегодно в ней участвовали десятки тысяч респондентов по всему миру. Журнал предоставляет анонимизированные необработанные данные с каждым отчётом о результатах, чтоб читатели могли сократить свои собственные номера, проверить результаты списка или провести свои собственные расследования.

## Международное издание
Официальное арабское издание A List Apart было выпущено 18 января 2010 года. Арабский A list Apart является авторизованным изданием A List Apart и первым международным изданием A List Apart.
С тех пор также была запущена итальянская версия.